# Козаци (цртани филм)
Козаци је украјински цртани филм направљен за вријеме СССР-а. Режисер је Владимир Аксентијевич Дахно, мада су у задњој епизоди режисери Дахно и Тадеуш Павленко.
Главни јунаци тј. ликови су три запорошка козака: Бурмило (Верзила), Коротун и Силач (у режији се зову: Греј, Око, Тур).
- Греј — висок козак који има веће бркове и црно-смеђу капу. Најчешће је обучен у црвено. Хитар је и разуман.
- Око — низак козак који има дуге бркове. Носи бијелу мајицу и црвене чакшире. Енергичан је и ратоборан. Са собом носи пушку и има малог коња.
- Тур — дебљи козак који има мале бркове. Носи бијелу мајицу и црвене чакшире. Стидљив је и сентименталан.

Они су се упутили у невјероватну авантуру: упознали људе из других земаља и епоха, а чак и богове и ванземаљце.
Седам епизода је дугачко око 17 минута, а остале две епизоде „Како су козаци чорбу кухали“ и „Како су козаци со куповали“ трају око 8 минута. Година 1990-их су пуштене на видео касете.

## Епизоде

### Како су козаци чорбу кухали
Козаци су правили чорбу. Заплет почиње када им понестаје дувана за луле. Око је кренуо сам у потрагу, али га заробљавају непријатељи. Греј и Тур крећу у потрагу за њим...

### Како су козаци фудбал играли
Козаци Око, Греј и Тур окупљају доста пријатеља, козака. Сви заједно остављају оружје и крећу на фудбалски турнир, на којем ће им се супротставити разни народи и њихови фудбалери: витезови у Њемачка, мускетари у Француској и на крају у финалу у Лондону џентлмени из Велике Британије.

### Како су козаци невјесте ослободили
Гусари су заробили невјесте козака. Козаци крећу за њима, а на путу наилазе на Грчку, Египат, Индију и на крају одлазе на острво пирата преобучени у свираче, желећи тако да преваре пирате.

### Како су козаци со куповали
Када козацима понестане соли за чорбу, они одлазе на пазар, али тамо сазнају да је сву со украо Зли Пан. Они тада крећу у потрагу за њим, поврате со трговцима, а од њих заузврат добијају поклон који су тражили.

### Како су козаци олимпијци постали
Епизода почиње на Олимпу када бог Марс изазива рат, због чега Зевс не може да спава. Покушава зауставити рат ноћу, кишом, олујом и на крају олимпијским играма, али не успијева. Зевс тада наређује да Марса зароби Хад у подземље. Кад Марс покушава да побјегне, наилази на козаке, који пратећи бога рата долазе на олимпијски стадион и започињу игре...

### Како су козаци мускетарима помогли
Холандски принц се заљубио у персијску принцезу. Француски кардинал жели да уда француску принцезу за холандског принца. Мускетари односе цвијеће и портрет холандског принца персијској принцези. У томе их је покушао спријечити кардинал, али им помажу козаци.

### Како су козаци на свадбу ишли
Кад се Око и Греј ожене, Тур бива тужан. Он убрзо проналази своју дјевојку, којој желећи да купи чизме, одлази у крчму „Млин“ у којој се сакупљају духови. Око и Греј тада полазе да пронађу и ослободе свог пријатеља.

### Како су козаци ванземаљце срели
До козака је долетио НЛО у којем су били ванземаљци. Њима је нестало уља, па се не могу вратити на своју планету. Козаци почињу тражити уље које одговара ванземаљцима, али и не претпостављају да ће уље наћи на најнеобичнијем мјесту. 

### Како су козаци хокеј играли
Греј је хтио да изгради терен за хокеј на леду и организује турнир на који желе доћи страни играчи. Међутим њих пљачкају гусари, те козаци морају  играти утакмицу против њих да би вратили опљачкани воз у којем су били страни играчи.